# Xeranoplium puncticolle
Xeranoplium puncticolle là một loài bọ cánh cứng trong họ Cerambycidae.